# Nakiska

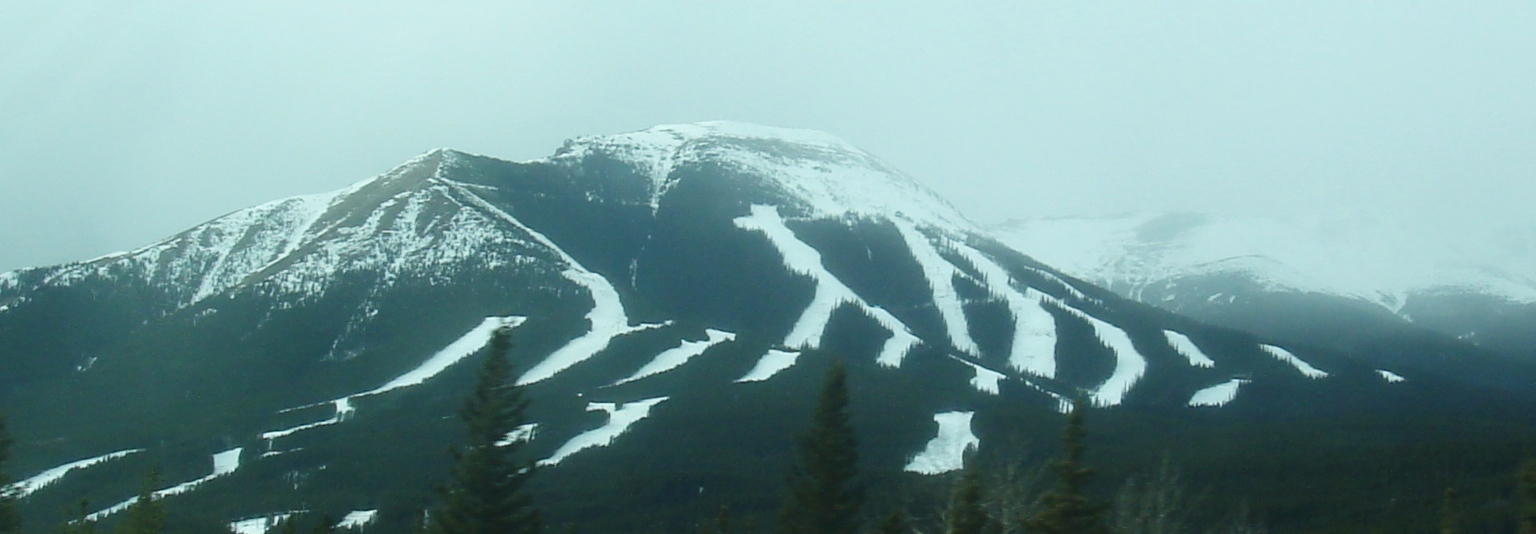
de skipistes van Nakiska

Nakiska is een skigebied in Kananaskis Country in de Canadese provincie Alberta. Het ligt aan de oostelijke flank van Mount Allan, een berg van 2819 m hoogte in de Rocky Mountains, ongeveer 80 km westelijk van Calgary. De naam "Nakiska" komt uit het Cree en betekent "ontmoeten".
De skipistes werden ingericht voor de Olympische Winterspelen 1988 in Calgary. De officiële opening vond plaats op 5 december 1986. In maart 1987 werden er voor het eerst wedstrijden om de wereldbeker alpineskiën gehouden die dienden als generale repetitie voor de Olympische Spelen. Tijdens de Spelen van 1988 vonden hier alle alpineskiën-wedstrijden plaats, plus de demonstratiewedstrijden van freestyleskiën. Nakiska werd nadien een officieel trainingscentrum van de Canadese nationale ploeg.
De pistes lopen van 2260 m hoogte tot 1525 m. De langste piste is 3,3 km lang. Het resort ligt op 735 m hoogte.